# Вадовице
Вадови́це (пол. Wadowice [vadɔˈvʲit͡sɛ], ср.-век. нем. Frauenstadt) — город в Польше, входит в Малопольское воеводство, Вадовицкий повят. Имеет статус городско-сельской гмины. Занимает площадь 12,98 км². Население — 19 149 человек (на 2007 год).

## География
Город расположен на реке Скава, правом притоке Вислы, в 50 км к юго-западу от Кракова, центра воеводства.

## История
В средние века город получил Кульмское право.
По итогам Первого раздела Речи Посполитой город оказался в Австрийской (тогда Священной Римской) империи, в составе королевства Галиция, и переименован во Фрауенштадт.
В годы Первой мировой войны под Вадовицами, у местечка Клеча Дольна располагался палаточный лагерь 12000 военнопленных из Русской императорской армии.
После распада Австро-Венгрии город стал частью независимой Польши.
В годы советско-польской войны 1919—1921 гг. в городе находился Лагерь пленных №2, где содержались пленные военнослужащие РККА и интернированные петлюровцы.
Родной город папы римского Иоанна Павла второго. 

## Достопримечательности
- Еврейское кладбище — памятник культуры Малопольского воеводства.

## Транспорт
- Веребье — железнодорожная станция в Вадовице.

## Города-побратимы
- Канале-д'Агордо (итал. Canale d'Agordo), Италия
- Карпинето-Романо (итал. Carpineto Romano), Италия
- Кечкемет (венг. Kecskemét), Венгрия
- Марктль (нем. Marktl), Германия
- Пьетрельчина (итал. Pietrelcina), Италия
- Сан-Джованни-Ротондо (итал. San Giovanni Rotondo), Италия
- Ассизи (итал. Assisi), Италия